# Walter Odington
Walter Odington, también conocido como Walter de Evesham o frater Walterus de Otyngton monachus de Evesham, (fl. 1298 – c. 1330) fue un monje benedictino, científico y teórico de la música inglés. Su tratado Summa de speculatione musice, es la obra inglesa más sistemática y completa de su época. Su tratado sobre alquimia, el Ycocedron, parece haber sido la de mayor difusión de sus obras.

## Vida
La escasez de evidencias biográficas directas ha llevado a la atribución errónea y datación incorrecta del trabajo de Odington. En ocasiones, algunos autores le confundieron con Walter de Eynsham, que vivió unos cincuenta años antes y murió no antes de 1330. Durante la primera parte de su vida religiosa estuvo destinado en Evesham. Más tarde fue trasladado a Oxford, donde participó en trabajos de astronomía y matemáticas en el año 1316.

## Obra
Escribió principalmente sobre temas científicos. Su obra De speculatione musice fue publicada por primera vez en forma completa en los Scriptores de Edmond de Coussemaker; otras obras suyas solamente están en manuscrito. Este tratado es una notable obra escrita en Evesham y por lo tanto, ciertamente antes de 1316, de acuerdo con Hugo Riemann antes de 1300. En esta obra el autor reunió prácticamente todo el conocimiento de teoría de la música que se poseía en su época y añadió algunas consideraciones teóricas propias, incluyendo la tercera mayor justa. Riemann llevó a cabo un profundo análisis de su trabajo y reclamó para este autor el mérito de haber establecido las bases teóricas de la consonancia de terceras menores y mayores, antes de que finalizase el siglo XIII.
Davey enumera las siguientes obras:
- Summa de speculatione musice, trata de los intervalos, armonía, notación, ritmos e instrumentos musicales. Entre otras definiciones incluye la de rondellus.[3]
- Ycocedron, un tratado de alquimia.
- Declaratio motus octavæ spherae.
- Tractatus de multiplicatione specierum de visu secundum omnem modum.
- Ars metrica Walteri de Evesham.
- Liber quintus geometriae per numeros loco quantitatum.
- Calendario para la abadía de Evesham.